# Parsifal (film 1982)
Parsifal è un film-opera tedesco del 1982 diretto da Hans-Jürgen Syberberg, basato sull'opera lirica omonima di Richard Wagner. È stato presentato fuori concorso al Festival di Cannes 1982.

## Trama
Il film di Syberberg è l'adattamento completo del Parsifal, ultima opera di Wagner. Non può tuttavia essere definito "film-opera", nel senso usuale dell'espressione, sia perché nel film non sono presenti elementi che richiamano i luoghi indicati nel libretto, ovvero un teatro d'opera, sia perché la maggior parte degli interpreti non sono cantanti. Infatti, l'ambientazione è in un luogo immaginario e onirico (la ribalta di molte scene, per esempio, è una gigantesca maschera mortuaria di Richard Wagner) mentre, con due notevoli eccezioni (il basso Robert Lloyd interprete di Gurnemanz e il basso Aage Haugland interprete di Klingsor), gli interpreti non sono cantanti lirici. Bisogna tuttavia aggiungere che nel film la sincronizzazione fra la musica e le immagini è perfetta, e non si ha mai l'impressione che gli interpreti si limitino a muovere le labbra, anziché cantare. Notevoli sono le interpretazioni di Edith Clever (nel ruolo di Kundry) e del direttore d'orchestra Armin Jordan (nel ruolo di Amfortas). La musica di Wagner viene messa in correlazione con spezzoni cinematografici disparati (per esempio, immagini di Richard Wagner o dei luoghi in cui è vissuto, riferimenti a Wolfram von Eschenbach o al medioevo, ecc.) a comporre un grande puzzle. Manca del tutto l'elemento erotico, presente nell'opera di Wagner; tuttavia nella trasformazione dell'Atto III, Parsifal assume le fattezze dell'attrice Karin Krick, pur mantenendo la voce del tenore Reiner Goldberg.

## Produzione
Il regista Hans-Jürgen Syberberg, anch'esso produttore, ha fornito un dettagliato resoconto del progetto originale e della sua realizzazione in un volume del 1982. Il film fu registrato negli studi della Bavaria Ateliers di Monaco nel 1981. Le riprese durarono solo 35 giorni e il costo fu poco più di 3 milioni di marchi (1,3 milioni di dollari). Syberberg allestì una nuova edizione dell'opera, con l'Orchestra filarmonica di Montecarlo diretta da Armin Jordan e registrata dalla Erato.
Prima del Parsifal, Syberberg si era già interessato a Richard Wagner e alla sua ideologia attraverso tre film (Ludwig - Requiem für einen jungfräulichen König del 1972, Winifred Wagner und die Geschichte des Hauses Wahnfried von 1914-1975 del 1975 e Hitler, ein Film aus Deutschland del 1977). In particolare, il lungo documentario su Winifred Wagner, direttrice del Festival di Bayreuth durante la dittatura nazista, aveva irritato numerosi membri della famiglia Wagner. Non si sa se questa irritazione sia stata alla base del rifiuto di concedere a Syberberg il permesso di utilizzare, per il film, le registrazioni delle rappresentazioni del Persifal wagneriano avvenute in passato a Bayreuth.
Per motivi tecnici ed estetici Syberberg aveva originariamente previsto che il film fosse proiettato solo in teatri aventi ben precise caratteristiche. Finora tuttavia il film è stato trasmesso soltanto in televisione; è disponibile anche in DVD.